# 모이세이 카간
모이세이 사모일로비치 카간(Моисе́й Само́йлович Кага́н, 1921년~2006년)는 러시아의 철학자이다.
그는 1921년 키예프에서 출생, 레닌그라드 국립대학에서 문학을 전공했다. 1941년 2차 대전이 끝날 무렵인 1944년에는 레닌그라드 국립대학 역사학부에서 예술사를 주제로 박사 과정을 밟았으며, 1946년에는 대학원을 수료했다. 그때부터 2006년 생을 마감하던 해까지 카간은 레닌그라드 국립대학에서 연구 활동에 헌신했고, 후학을 길러내는 교육자로서의 길을 걸었다. 카간은 미학, 존재론, 가치론, 역사, 문화 이론 분야에서 두루 두각을 보여 다양한 예술 분야의 구조를 다룬 《예술의 형태학》(1972), 문화의 본체를 이루는 인간 활동에 대한 체계적 연구인 《인간의 활동》(1974), 통섭 연구 방법론을 문화 분야에 적용한 《문화철학》(1996) 등을 비롯해 600여 편에 달하는 논문들을 남겼다.